# Piranhas (Film)
| Figur           | Darsteller          | Deutscher Sprecher |
| --------------- | ------------------- | ------------------ |
| Paul Grogan     | Bradford Dillman    | Manfred Schott     |
| Maggie McKeown  | Heather Menzies     | Heidi Treutler     |
| Jack            | Keenan Wynn         | Leo Bardischewski  |
| Dr. Robert Hoak | Kevin McCarthy      | Alexander Allerson |
| Suzie Grogan    | Shannon Collins     | Christa Häussler   |
| Dr. Mengers     | Barbara Steele      | Viktoria Brams     |
| Laura Dickinson | Melody Thomas Scott | Eva Kinsky         |
| Earl Lyon       | Richard Deacon      | Donald Arthur      |

Piranhas ist ein US-amerikanischer Tierhorrorfilm von Joe Dante. Produzent dieses B-Films war Roger Corman. Piranhas erlebte seine US-amerikanische Premiere am 3. August 1978. In der Bundesrepublik Deutschland lief der Film erstmals am 26. Oktober 1978 in den Kinos an.

## Handlung
Zwei Teenager werden bei einem Badeausflug in einem abgeriegelten Becken auf mysteriöse Weise getötet. Die Privatdetektivin Maggie McKeown wird beauftragt, die beiden Vermissten zu suchen.
Sie stößt dabei zusammen mit Paul Grogan auf die Überreste der beiden. Sie veranlassen auf eigene Faust, dass das Wasser gegen den Willen des Inhabers Dr. Robert Hoak aus dem Becken gelassen wird, doch dabei können tödliche und hochaggressive, vom Militär speziell für den Vietnamkrieg gezüchtete Piranhas in die Außenwelt entkommen, die die beiden Teenager getötet haben.
Die Tiere wurden in den Forschungslabors von Dr. Robert Hoak gegenüber einer Reihe von Umweltfaktoren wie auch Salzwasser resistent gemacht und zu menschenfressenden Raubfischen entwickelt.
Im Fluss greifen sie die Bevölkerung an und verursachen ein Blutbad. Dr. Robert Hoak stirbt bei den Rettungsaktionen. Paul Grogan gelingt es schließlich unter Lebensgefahr, die Unterwasserschleusen des Staudamms mit Hilfe von Maggie zu öffnen und ein für die Fische tödliches Gift ins Wasser einzuleiten, bevor sie den Ozean erreichen. Die Piranhas verenden, doch der Erzähler aus dem Off lässt offen, ob einige der Raubfische nicht vielleicht doch ins Meer gelangt sind.

## Kritik
Piranhas erhielt ein gutes Presseecho, was sich auch in den Auswertungen US-amerikanischer Aggregatoren widerspiegelt. So erfasst Rotten Tomatoes überwiegend positive Besprechungen und ordnet den Film dementsprechend als „Frisch“ ein. Laut Metacritic fallen die Bewertungen im Mittel „Grundsätzlich Wohlwollend“ aus.

„In der Nachfolge des Weißen Hai und anderer Tierhorrorfilme angelegter Thriller, der Seitenhiebe auf arrogante Militärs und verantwortungslose Forscher mit massiven effekthascherischen Schocksequenzen zudeckt.“

Steven Spielberg hielt den Tierhorrorfilm für den besten Film, der nach seinem Film Der weiße Hai produziert wurde.

## Fortsetzung
1981 wurde die Fortsetzung Piranha 2 – Fliegende Killer produziert. Die Regie übernahm James Cameron und die Hauptrolle spielte Tricia O’Neil. Im Jahr 1995 entstand unter der Regie von Scott P. Levy eine Neuverfilmung namens Die Rückkehr der Piranhas, in dem neben Roger Corman auch Drehbuchautor John Sayles beteiligt war. 2010 erschien eine Neuverfilmung mit dem Titel Piranha 3D. Regie führte Alexandre Aja. 2012 erschien dessen Fortsetzung Piranha 3DD.
Der 1979 erschienene Piranhas II – Die Rache der Killerfische stellt hingegen keine Fortsetzung dar, sein Titel lautet im Original lediglich Killer Fish. Auch der Film Mega Piranha aus dem Jahr 2010 stellt keine Fortsetzung dar. Produziert wurde der Film von The Asylum, die bekannt sind für ihre Mockbuster, die an Kinofilme angelehnt sind, wie in diesem Fall an Piranha 3D.